# Kincses Színház
A Kincses Színház 1992-ben alakult alkotó és előadó utazó társulat. Saját előállítású műsoraik mellett vendégművészek produkcióit is bemutatják.
A színház alapítója Takács J. Roland tanár, attrakcióművész, színész, artista.

## A színház darabjai

### Mesejátékok[1]
- Aladdin
- A Kisgömböc
- Jancsi és Juliska
- Holle Anyó
- A dzsungel könyve
- A legokosabb

### Bábjátékok
- Mosó Masa mosodája
- A brémai muzsikusok

### Bohócműsorok[2]
- BÉB Trió
- Varázslatos Cirkuszolás
- Bözsi Bohóc és barátai
- Cirkusz a tisztáson